# Kim Mi-soo
Kim Mi-soo (koreanisch 김미수; * 16. März 1992; † 5. Januar 2022) war ein südkoreanisches Model und Schauspielerin.

## Leben und Karriere
Kim hatte ihr Debüt 2018 in dem Kurzfilm Lipstick Revolution. Sie trat auch 2020 in dem Drama Hi Bye, Mama! als Schwester der Protagonistin auf. Kim erregte Aufmerksamkeit durch ihre Darstellung der studentischen Aktivistin Yeo Jeong-min in der TV-Serie Snowdrop. Trotz der anhaltenden Kontroversen in der Show über angebliche historische Verzerrungen galt Kims Auftritt in Snowdrop als ihre bemerkenswerteste Leistung auf der Leinwand.
Kim wurde in einer unbekannten Rolle in Disneys ursprünglichem Drama Kiss Six Sense besetzt, das in der ersten Hälfte des Jahres 2022 ausgestrahlt werden soll und für das mit den Dreharbeiten begonnen wurde. Am 5. Januar 2022 starb sie im Alter von 29 Jahren, die Todesursache ist nicht bekannt. Ihre Beerdigung fand zwei Tage nach ihrem Tod privat in Seoul statt.
Es gab keine Bestätigung, ob Kims Charakter neu besetzt oder Kims Szenen abgeschlossen wurden; Kims Charakter wurde als namenlose Frau enthüllt, die ihre Fähigkeit entdeckt, in die Zukunft einer anderen Person zu blicken.

## Filmografie (Auswahl)
- 2018: Lipstick Revolution (립스틱 레볼루션)
- 2019: Memories (메모리즈)
- 2019: Kyungmi’s World (메모리즈)
- 2019: JTBC Drama Festa (JTBC 드라마페스타) (Fernsehserie)
- 2020: Hi Bye, Mama! (하이바이, 마마!) (Fernsehserie)
- 2020: Memorials (출사표) (Fernsehserie)
- 2020: KBS Drama Special (KBS 드라마 스페셜) (Fernsehserie)
- 2020: The School Nurse Files (보건교사 안은영) (Fernsehserie)
- 2021: Yumi’s Cells (유미의 세포들) (Fernsehserie)
- 2021: The Cursed: Dead Man’s Prey (방법: 재차의)
- 2021: Hellbound (지옥) (Fernsehserie)
- 2021–2022: Snowdrop (설강화) (Fernsehserie)
- 2022: Kiss Sixth Sense (키스 식스 센스) (Fernsehserie)